# 黃昏花皮蛛
黃昏花皮蛛（學名：Scytodes thoracica）亦稱為花椒山城蛛或胸紋花皮蛛。分布於低海拔山區或住家的牆角隙縫。個體體型差異大，最小的雌蛛僅3mm。
花皮蛛是唯一從嘴巴吐出絲來的蜘蛛，會將頭部舉高，自毒牙吐出絲來，一面後退一面擺動頭胸部，吐出的絲成兩股鋸齒狀的膠帶般，將獵物牢牢固定，向前將獵物咬死。

## 外部連結
- Photographs of Scytodes thoracica
- Info and pictures of ''Scytodes thoracica （页面存档备份，存于）